# Canoë-kayak aux Jeux olympiques d'été de 2012 - K2 200 mètres hommes
Navigation
Rio de Janeiro 2016
L'épreuve masculine du K2 200 mètres des Jeux olympiques d'été 2012 de Londres se déroule au Dorney Lake, du 10 au 11 août 2012.

## Format de la compétition
« Les cinq meilleurs bateaux de chaque éliminatoire sont qualifiés pour deux demi-finales et les autres s’affrontent en final B. Les quatre meilleurs bateaux de chaque demi-finale se qualifient pour la finale A et les autres pour la finale B. »

## Programme
Tous les temps correspondent à l'UTC+1
| Date                  | Horaire         | Manche              |
| --------------------- | --------------- | ------------------- |
| Vendredi 10 août 2012 | 10 h 33 11 h 44 | Séries Demi-finales |
| Samedi 11 août 2012   | 10 h 41         | Finale              |

## Résultats

### Séries

#### Série 1
| Rang | Athlète                            | Pays       | Temps    | Notes         |
| ---- | ---------------------------------- | ---------- | -------- | ------------- |
| 1    | Yury Postrigay Aleksandr Dyachenko | Russie     | 32 s 321 | Q             |
| 2    | Ronald Rauhe Jonas Ems             | Allemagne  | 32 s 905 | Q             |
| 3    | Arnaud Hybois Sébastien Jouve      | France     | 32 s 933 | Q             |
| 4    | Ryan Cochrane Hugues Fournel       | Canada     | 33 s 407 | Q             |
| 5    | Ionuț Mitrea Bogdan Mada           | Roumanie   | 33 s 978 | Q             |
| 6    | Alexey Dergunov Yevgeni Alexeyev   | Kazakhstan | 34 s 254 |               |
| –    | Fernando Pimenta Emanuel Silva     | Portugal   |          | Pas au départ |

#### Série 2
| Rang | Athlète                                 | Pays            | Temps    | Notes |
| ---- | --------------------------------------- | --------------- | -------- | ----- |
| 1    | Raman Piatrushenka Vadzim Makhneu       | Biélorussie     | 33 s 129 | Q     |
| 2    | Liam Heath Jon Schofield                | Grande-Bretagne | 33 s 364 | Q     |
| 3    | Miguel Correa Rubén Voisard             | Argentine       | 33 s 623 | Q     |
| 4    | Stephen Bird Jesse Phillips             | Australie       | 34 s 120 | Q     |
| 5    | Krists Straume Aleksejs Rumjancevs      | Lettonie        | 34 s 447 | Q     |
| 6    | Momotaro Matsushita Hiroki Watanabe     | Japon           | 34 s 669 |       |
| 7    | Olivier Cauwenbergh Laurens Pannecoucke | Belgique        | 35 s 297 |       |

### Demi-finales

#### Demi-finale 1
| Rang | Athlète                            | Pays            | Temps    | Notes |
| ---- | ---------------------------------- | --------------- | -------- | ----- |
| 1    | Yury Postrigay Aleksandr Dyachenko | Russie          | 32 s 051 | Q, OB |
| 2    | Liam Heath Jon Schofield           | Grande-Bretagne | 32 s 940 | Q     |
| 3    | Miguel Correa Rubén Voisard        | Argentine       | 33 s 105 | Q     |
| 4    | Ryan Cochrane Hugues Fournel       | Canada          | 33 s 500 | Q     |
| 5    | Ionuț Mitrea Bogdan Mada           | Roumanie        | 34 s 253 |       |

#### Demi-finale 2
| Rang | Athlète                            | Pays        | Temps    | Notes |
| ---- | ---------------------------------- | ----------- | -------- | ----- |
| 1    | Raman Piatrushenka Vadzim Makhneu  | Biélorussie | 32 s 641 | Q     |
| 2    | Ronald Rauhe Jonas Ems             | Allemagne   | 32 s 662 | Q     |
| 3    | Arnaud Hybois Sébastien Jouve      | France      | 32 s 668 | Q     |
| 4    | Stephen Bird Jesse Phillips        | Australie   | 34 s 071 | Q     |
| 5    | Krists Straume Aleksejs Rumjancevs | Lettonie    | 34 s 140 |       |

### Finales

#### Finale A
| Rang                                | Athlète                            | Pays            | Temps    | Notes |
| ----------------------------------- | ---------------------------------- | --------------- | -------- | ----- |
| Médaille d'or, Jeux olympiques      | Yury Postrigay Aleksandr Dyachenko | Russie          | 33 s 507 |       |
| Médaille d'argent, Jeux olympiques  | Raman Piatrushenka Vadzim Makhneu  | Biélorussie     | 34 s 266 |       |
| Médaille de bronze, Jeux olympiques | Liam Heath Jon Schofield           | Grande-Bretagne | 34 s 421 |       |
| 4                                   | Arnaud Hybois Sébastien Jouve      | France          | 35 s 012 |       |
| 5                                   | Miguel Correa Rubén Voisard        | Argentine       | 35 s 271 |       |
| 6                                   | Stephen Bird Jesse Phillips        | Australie       | 35 s 315 |       |
| 7                                   | Ryan Cochrane Hugues Fournel       | Canada          | 35 s 396 |       |
| 8                                   | Ronald Rauhe Jonas Ems             | Allemagne       | 35 s 405 |       |

#### Finale B
| Rang | Athlète                                 | Pays       | Temps    | Notes |
| ---- | --------------------------------------- | ---------- | -------- | ----- |
| 9    | Alexey Dergunov Yevgeni Alexeyev        | Kazakhstan | 35 s 494 |       |
| 10   | Momotaro Matsushita Hiroki Watanabe     | Japon      | 35 s 739 |       |
| 11   | Krists Straume Aleksejs Rumjancevs      | Lettonie   | 36 s 110 |       |
| 12   | Olivier Cauwenbergh Laurens Pannecoucke | Belgique   | 36 s 336 |       |
| 13   | Ionuț Mitrea Bogdan Mada                | Roumanie   | 46 s 495 |       |

## Sources
- Le site officiel du Comité international olympique
- Site officiel de Londres 2012